# Martin Lanig
Martin Lanig (Bad Mergentheim, 11 luglio 1984) è un ex calciatore tedesco, di ruolo centrocampista.

## Carriera
Dopo gli anni nelle giovanili di squadre minori, tra il 1999 e il 2001 gioca nella primavera del Norimberga. Inizia la sua carriera nell'FV Lauda dove gioca fino al 2003. L'Hoffenheim lo acquista nella stagione 2003-2004 alternandolo tra prima e seconda squadra. Passa in seguito al Greuther Fürth esordendo in 2.Bundesliga. Negli anni nella squadra bianco-verde realizza 11 reti in 54 partite di campionato. Nel 2008-2009 si trasferisce allo Stoccarda, nella massima serie del campionato tedesco. Dal 2010 è nel Colonia. Nell'estate del 2012 passa all'Eintracht Francoforte.
Il 23 gennaio 2015 si trasferisce all'APOEL Nicosia, con cui vince il campionato di Cipro.

## Palmarès

### Club

#### Competizioni nazionali
- Campionato cipriota: 1

APOEL: 2014-2015